# Seidenhuhn
Das Seidenhuhn ist eine Rasse des Haushuhns. Es gibt verschiedene Formen vom Seidenhuhn: Das Japanische Seidenhuhn mit schwarzer Haut und das Siamesische Seidenhuhn mit weißer Haut als Groß-Seidenhuhn und auch als Zwerg-Seidenhuhn.

## Geschichte
Trotz vieler Belege in der Literatur und durch andere Überlieferungen bleibt der exakte Ursprung unklar. Authentisch ist jedoch, dass der venezianische Kaufmann und Reiseschriftsteller Marco Polo nach einer Reise in die Mongolei und nach China 1292 von schwarzen Hühnern berichtete, die er als katzenhaarig bezeichnete. Später beschrieb dann der Schweizer Naturforscher und Schriftsteller Conrad Gessner in seinem um 1555 erschienenen Vogelbuch die Seidenhühner als schneeweiße Wollhühner mit schwarzer Haut, die in China bekannt seien. Eine andere Aufzeichnung von 1793 verweist auf das Vorkommen des Seidenhuhns in Holland, Westfalen und Burgund. Aus jener Zeit gibt es auch den Hinweis auf fahrende Schausteller, die auf Jahrmärkten Seidenhühner als Kreuzung zwischen Huhn und Kaninchen vorführten.

## Aussehen

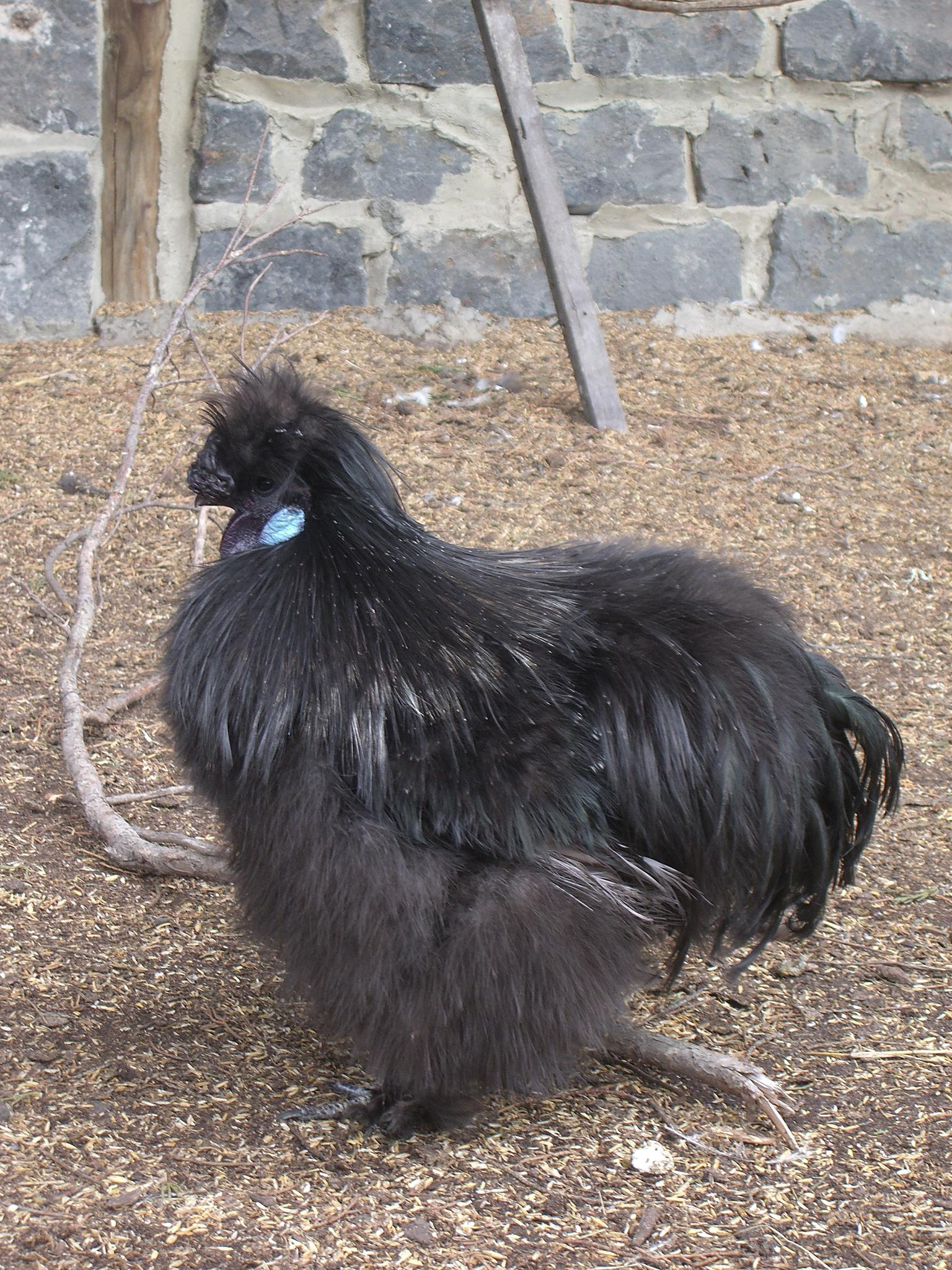
Schwarzer Seidenhahn

Seidenhühner sind etwas kleiner als normale Hühner. Männliche Seidenhühner besitzen einen maulbeerförmigen Kamm.
Die Besonderheiten an den Seidenhühnern sind ihre fünf Zehen und die schwarzblaue Haut. Ihre Federn wirken ausgefranst und fellartig. Das liegt daran, dass den Konturfedern die Hakenstrahlen an den Nebenästen fehlen, die die Federn normalerweise zu einer zusammenhängenden Fläche verbinden (Seidenfiedrigkeit). Außerdem haben die Federn der Seidenhühner einen weichen Schaft. Daher sind sie flugunfähig und sind für niedrig eingezäunte Gehege geeignet. Ihre eingefärbten Federn werden auch zum Basteln im Bastelladen verkauft.
Die Ohrscheiben sind leuchtend türkisblau. Die derzeit anerkannten Gefiederfarben sind weiß, schwarz, blau, perlgrau, gelb, rot, splash, gesperbert, wildfarbig und silber-wildfarbig (ehemals als silbergrau bezeichnet). Wie bei allen anderen Hühnerrassen auch ist der blaue Farbenschlag spalterbig. In der Zucht dieser Farbe fallen bei der Verpaarung von blau x blau ca. 25 % schwarze, 50 % blaue und 25 % splash-farbige Nachkommen. Weitere besondere Kennzeichen sind der haubenartige Schopf auf dem Kopf und das bis zu den Füßen reichende Gefieder. Hier handelt es sich um eine kurze Befiederung der Läufe und der äußeren Zehe.
Ein Seidenhuhn legt circa 80 Eier pro Jahr. Seidenhühner sind sehr gute und zuverlässige Brüter. Es gibt insgesamt drei Rassen von Seidenhühnern, Große-Seidenhühner, Zwerg-Seidenhühner und von beiden Sorten auch noch welche mit Bart. Diese heißen dann Bart-Seidenhühner.

## Verhalten
Das Seidenhuhn ist ein soziales Huhn. Die Hennen sind gute Glucken, da sie die Küken gemeinsam großziehen und wärmen. Außerdem sind sie weniger aggressiv als andere Hennen. Trotz des Federkleids hält sich nicht jedes Seidenhuhn dem Regen (auch in den kälteren Jahreszeiten) fern.

## Platzbedarf
Obwohl Seidenhühner kleiner sind als andere Rassen benötigen sie mindestens die Hälfte des Platzes, die ein normales Huhn braucht. Besser ist natürlich pro Huhn 1 m² im Stall, für den Freigang reichen 5 m².